# Gáspár Zoltán (újságíró)
Gáspár Zoltán (Rozsnyó, 1901. október 17. – Budapest, 1945. január 13.) magyar publicista, lapszerkesztő.

## Életpályája
Gáspár Géza és Bölcsházy Vilma fiaként született. A középiskolát Nyíregyházán és 1915-től a kolozsvári református kollégiumban végezte. A háborús összeomlást követően Erdélyből családjával együtt Szegedre települtek át. 1920-tól a budapesti József Nádor Műegyetemen közgazdaságtant tanult, majd tanulmányait a szegedi Ferenc József Tudományegyetem jogi karán folytatta. Itt csatlakozott a Szegedi Fiatalok Művészeti Kollégiumához, részt vett a szociográfiai falukutató munkában.
Első cikkei 1920-ban a Délmagyarországban jelentek meg. 1937-ben Budapestre ment és a baloldali Szép Szó című folyóirat szerkesztőinek ajánlatát elfogadva a lap munkatársa lett. József Attila halála, majd Ignotus Pál és Fejtő Ferenc emigrálása után K. Havas Géza segítségével ő szerkesztette az utolsó számokat. A betiltást követően a Delta Almanach címen 1940-ben megjelent kötettel megkísérelte a folyóiratot életben tartani, majd a Művészet című lap egyik rovataként folytatni, de a próbálkozás nem járt sikerrel. Ezekben az években a liberális Esti Kurír munkatársaként dolgozott.
Cikkei jelentek meg a Magyar Hírlap, a Kis Újság, a Szocializmus, a Népszava és a Református Jövő című lapokban is. Publicisztikáját baloldali elkötelezettség és antifasizmus jellemezte. Húsz év története (1939) címmel összefoglaló történeti munkája jelent meg az 1918–1938 közötti idők sorsdöntő eseményeiről.
Az ország német megszállása után vidéken bujkált. Miután visszatért a fővárosba, egy kapualjban meghúzódó német tiszt agyonlőtte.

## Munkái
- Richard Nikolaus von Coudenhove-Kalergi: Totális állam, totális ember (fordító, Budapest, 1938)
- Húsz év története, 1918–1938 (történeti tanulmány, Budapest, 1939)
- Kié József Attila? (Delta-almanach, Budapest, 1940)
- A költő és a köztudat (esszé József Attiláról, Nyugat, 1940)
- Mai enciklopédia (szerk. Csetényi Józseffel és Erdődy Elekkel, Budapest, 1941)
- Közjogi villongások. Publicisztikai írások; sajtó alá rend. Kenedi János; Gondolat–Nyilvánosság Klub–Századvég, Budapest, 1990 (Ars scribendi)
- Bertolt Brecht: A színházról (ford. Gáspár Évával, Szántó Judittal, Budapest, 1960).